# Condado de Yuba
El condado de Yuba (en inglés: Yuba County), fundado en 1850, es uno de 58 condados del estado estadounidense de California. En el año 2006, el condado tenía una población de 71 938 habitantes y una densidad poblacional de 37.1 personas por km². La sede del condado es Marysville. El condado forma parte del Gran Sacramento.

## Geografía
Según la Oficina del Censo, el condado tiene un área total de 1668 km², de la cual 1634.3 km² es tierra y 33.7 km² (2.03%) es agua.

### Condados adyacentes
- Condado de Butte (norte)
- Condado de Plumas & condado de Sierra (noreste)
- Condado de Nevada (este)
- Condado de Placer (sur)
- Condado de Sutter (oeste)

### Localidades

#### Ciudades
Marysville |
Wheatland 

#### Lugares designados por el censo
Beale AFB |
Camptonville |
Challenge-Brownsville |
Linda |
Loma Rica |
Olivehurst |
Plumas Lake |
Smartsville 

#### Áreas no incorporadas
Alicia |
Arboga |
Binney Junction |
Browns Valley |
Brownsville |
Challenge |
Dantoni |
Dobbins |
Eagleville |
East Arboga |
Frenchtown |
Greenville |
Hammonton |
Horstville |
Iowa City |
Mello |
North Star |
Oak Valley |
Olive Hill |
Oregon House |
Ostrom |
Pearson |
Rackerby |
Ramirez |
Rancho Loma Rica |
Sharon Valley |
Sicard Flat |
South Yuba |
Stanfield Hill |
Strawberry Valley |
Sucker Flat |
Tambo |
Timbuctoo |
Waldo Junction |
Weeds Point |
West Linda |
Woodleaf 

## Demografía
En el censo de 2000, había 60 219 personas, 20 535 hogares y 14 805 familias residiendo en el condado. La densidad poblacional era de 37 personas por km². En el 2000 había 22 636 unidades habitacionales en una densidad de 14 por km². La demografía del condado era de 70.64% blancos, 3.16% afroamericanos, 2.61% amerindios, 7.50% asiáticos, 0.20% isleños del Pacífico, 9.95% de otras razas y 5.94% de dos o más razas. 17.35% de la población era de origen hispano o latino de cualquier raza.
Según la Oficina del Censo en 2000 los ingresos medios por hogar en la localidad eran de $30 460, y los ingresos medios por familia eran $34 103. Los hombres tenían unos ingresos medios de $27 845 frente a los $21 301 para las mujeres. La renta per cápita para la localidad era de $14 124. Alrededor del 20.8% de la población estaban por debajo del umbral de pobreza.

## Transporte

### Principales autopistas
- Ruta Estatal de California 20
- Ruta Estatal de California 49
- Ruta Estatal de California 65
- Ruta Estatal de California 70